# 阿尔弗雷德·索维
阿尔弗雷德·索维（Alfred Sauvy，1898年—1990年）是法国人口学家、人类学家、历史学家。
第三世界（Tiers Monde）这个说法，最初由索维在1952年8月14日的法国杂志《新觀察家》发表的一篇文章中提出，借用了法国大革命时期西哀士关于第三阶级的名句，来描述欠发达国家。在文章末尾索维说：
“...因为最后，第三世界，受忽视、剥削、鄙视如第三等级，也希望得到一些东西”（car enfin, ce Tiers Monde ignoré, exploité, méprisé comme le Tiers État, veut lui aussi, être quelque chose）
1898年，索维出生在东比利牛斯省拉奥新城，就读于巴黎综合理工学院。毕业后，他就职于法国国家统计局直到1937年。他参加了X-Crise 集团。1938年，保罗·雷诺叫他处理经济问题，直到1939年战争来到。纳粹占领时期索维帮助出版未批准小册子Bulletin Rouge-Brique。战后，戴高乐希望任命他为家庭和人口部长，但是索维决定投身人口统计。他成为国家人口研究所（INED）所长，同时在联合国统计和人口委员会代表法国。他也为《世界报》写稿，直到1990年10月去世。